# パンカジ・トリパーティー
パンカジ・トリパーティー（Pankaj Tripathi、1976年9月28日 - ）は、インドのヒンディー語映画で活動する俳優。助演俳優として多くの映画に出演し、『ニュートン』で国家映画賞 特別賞を受賞し、『Mimi』で国家映画賞 助演男優賞とフィルムフェア賞 助演男優賞を受賞している。

## 生い立ち
1976年9月28日、ビハール州ゴーパールガンジ県バーラウリのボージュプリー語話者のヒンドゥーバラモンの家庭に第四子として生まれる。父パンディット・ベナレス・ティワーリーは農民でヒンドゥー教の司祭も務めており、トリパーティーも11年生になるまで父と共に農業に従事していた。また、祭事の時期は村で行われる演劇で少女役を演じていた。高校卒業後はパトナに移住し、ホテル経営大学ハジプール校に進学した。パトナで7年間過ごした後にデリーに移住して国立演劇学校に進学し、2004年に卒業した。

## キャリア

### 映画俳優

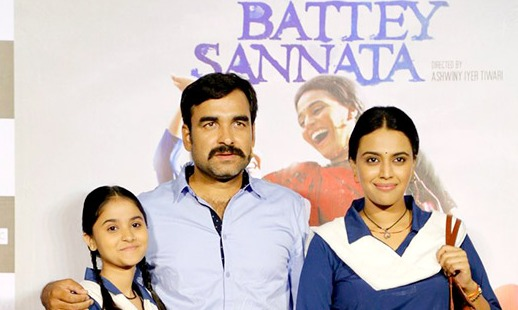
『ニュー・クラスメイト』トレーラー公開イベントに出席するリヤ・シュクラ、パンカジ・トリパーティー、スワラー・バースカル（2016年）

2004年にムンバイに移住し、『Chigurida Kanasu』『Run』に端役出演した。初期のころは主に悪役を演じて「ギャング役といえばトリパーティー」と評されるようになり、『Apaharan』『Bunty Aur Babli』『Omkara』『Shaurya』『Raavan』『Aakrosh』『チラー・パーティー』『火の道』など様々な映画に出演した。2012年の『血の抗争シリーズ』で初めて主要キャストとして出演し、同作で知名度を上げた。2017年に『Gurgaon』で初めて主演を務め、2021年の『Kaagaz』でも主演を務めている。
2017年には『バレーリーのバルフィ』『Fukrey Returns』などのヒット作に出演し、ラージクマール・ラーオと共演した『ニュートン』では批評家から演技を絶賛され、国家映画賞 特別賞を受賞し、フィルムフェア賞 助演男優賞にノミネートされた。また、『ニュートン』もアカデミー国際長編映画賞のインド代表作品に選出された。2018年には『ストゥリー 女に呪われた町』でラージクマール・ラーオ、シュラッダー・カプールと共演し、フィルムフェア賞助演男優賞にノミネートされている。また、同年には『カーラ 黒い砦の闘い』でタミル語映画デビューしている。2020年に『タイラー・レイク -命の奪還-』でクリス・ヘムズワース、ランディープ・フーダーと共演し、『グンジャン・サクセナ -夢にはばたいて-』『LUDO 〜4つの物語〜』ではフィルムフェア賞助演男優賞にノミネートされ、『LUDO 〜4つの物語〜』の演技で国際インド映画アカデミー賞 助演男優賞を受賞している。2021年に『Mimi』『83』に出演し、『Mimi』の演技で国家映画賞 助演男優賞、フィルムフェア賞助演男優賞を受賞した。2023年には『OMG 2』『Fukrey 3』に出演し、『Main Atal Hoon』ではアタル・ビハーリー・ヴァージペーイー役を演じている。

### テレビ俳優
2008年から2015年にかけて『Bahubali』『Powder』『Gulaal』『Sarojini - Ek Nayi Pehal』などのテレビシリーズに出演している。2018年にAmazonプライムの『Mirzapur』、2019年にNetflixの『聖なるゲーム』に主要キャストとして出演した。また、『Criminal Justice』『Criminal Justice: Behind Closed Doors』『Criminal Justice: Adhura Sach』にも出演している。

## 私生活
1993年、大学時代に出席した結婚式で出会ったムリドゥラと交際を始め、2004年1月15日に彼女と結婚した。結婚後はムンバイに移住し、2006年に娘アーシが生まれた。

## フィルモグラフィー

### 映画

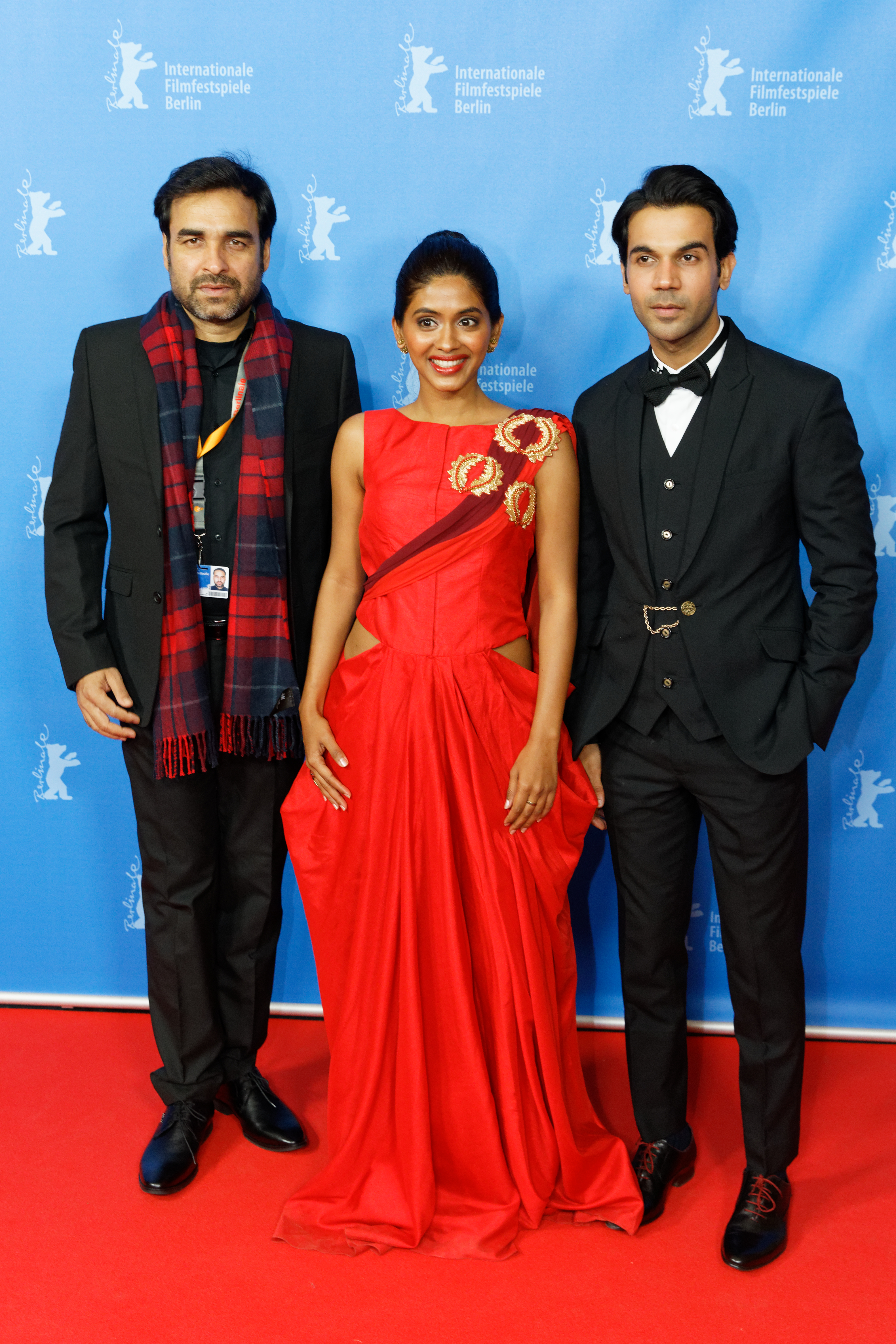
『ニュートン』ワールドプレミア上映に出席するパンカジ・トリパーティー、アンジャリー・パティル、ラージクマール・ラーオ（2017年）

- Chigurida Kanasu（2003年）
- Run（2004年）
- Apaharan（2005年）
- Omkara（2006年）
- Dharm（2007年）
- Mithya（2008年）
- Shaurya（2008年）
- Chintu Ji（2009年）
- Barah Aana（2009年）
- Pyaar Bina Chain Kaha Re（2009年）
- Valmiki Ki Bandook（2010年）
- Raavan（2010年）
- Aakrosh（2010年）
- チラー・パーティー（英語版）（2011年）
- 火の道（英語版）（2012年）
- 血の抗争 Part1（英語版）（2012年）
- 血の抗争 Part2（英語版）（2012年）
- ダバング2（英語版）（2012年）
- ABCD: Any Body Can Dance（2013年）
- Rangrezz（2013年）
- フックレー ないない尽くしの男たち（英語版）（2013年）
- Anwar Ka Ajab Kissa（2013年）
- Maazii（2013年）
- Janta v/s Janardan – Bechara Aam Aadmi（2013年）
- Doosukeltha（2013年）
- ならず者たち（英語版）（2014年）
- Singham Returns（2014年）
- マンジー山の男（英語版）（2015年）
- Life Biryani（2015年）
- 生と死と、その間にあるもの（英語版）（2015年）
- Dilwale（2015年）
- ニュー・クラスメイト（英語版）（2016年）
- Global Baba（2016年）
- Mango Dreams（2016年）
- Coffee with D（2017年）
- Anaarkali of Aarah（2017年）
- ニュートン（英語版）（2017年）
- Gurgaon（2017年）
- バレーリーのバルフィ（英語版）（2017年）
- Fukrey Returns（2017年）
- ムンナー・マイケル（英語版）（2017年）
- Kaalakaandi（2018年）
- カーラ 黒い砦の闘い（英語版）（2018年）
- Angrezi Mein Kehte Hain（2018年）
- Phamous（2018年）
- ストゥリー 女に呪われた町（2018年）
- Harjeeta（2018年）
- Bhaiaji Superhit（2018年）
- Yours Truly（2018年）
- Luka Chuppi（2019年）
- The Tashkent Files（2019年）
- スーパー30 アーナンド先生の教室（2019年）
- Kissebaaz（2019年）
- Arjun Patiala（2019年）
- DRIVE/ドライヴ（英語版）（2019年）
- イングリッシュ・ミディアム（2020年）
- タイラー・レイク -命の奪還-（2020年）
- グンジャン・サクセナ -夢にはばたいて-（英語版）（2020年）
- LUDO 〜4つの物語〜（英語版）（2020年）
- Shakeela（2020年）
- Kaagaz（2021年）
- Mimi（2021年）
- Bunty Aur Babli 2（2021年）
- 83（2021年）
- Bachchhan Paandey（2022年）
- Sherdil: The Pilibhit Saga（2022年）
- OMG 2（2023年）
- Fukrey 3（2023年）
- Main Atal Hoon（2023年）

### テレビシリーズ
- Time Bomb 9/11（2005年）
- Zindagi Ka Har Rang...Gulaal（2010-2011年）
- Powder（2010年）
- Sarojini - Ek Nayi Pehal（2015-2016年）

### ウェブシリーズ
- 聖なるゲーム（英語版）（2018-2019年）
- Mirzapur（2018年）
- Criminal Justice（2019年）
- Criminal Justice: Behind Closed Doors（2020年）
- Criminal Justice: Adhura Sach（2022年）
- Azamgarh（2023年）

## 受賞歴
| 年                                 | 部門                           | 作品                                      | 結果       | 出典          |
| 国家映画賞                         | 国家映画賞                     | 国家映画賞                                | 国家映画賞 | 国家映画賞    |
| ---------------------------------- | ------------------------------ | ----------------------------------------- | ---------- | ------------- |
| 2018年                             | 特別賞                         | 『ニュートン』                            | 受賞       | [ 5 ]         |
| 2023年                             | 助演男優賞                     | 『Mimi』                                  | 受賞       | [ 26 ]        |
| フィルムフェア賞                   |                                |                                           |            |               |
| 2018年                             | 助演男優賞                     | 『ニュートン』                            | ノミネート | [ 35 ]        |
| 2019年                             | 助演男優賞                     | 『ストゥリー 女に呪われた町』             | ノミネート | [ 36 ]        |
| 2021年                             | 助演男優賞                     | 『グンジャン・サクセナ -夢にはばたいて-』 | ノミネート | [ 37 ]        |
| 2021年                             | 助演男優賞                     | 『LUDO 〜4つの物語〜』                    | ノミネート | [ 37 ]        |
| 2022年                             | 助演男優賞                     | 『83』                                    | ノミネート | [ 38 ]        |
| 2022年                             | 助演男優賞                     | 『Mimi』                                  | 受賞       | [ 38 ]        |
| 国際インド映画アカデミー賞         |                                |                                           |            |               |
| 2018年                             | 助演男優賞                     | 『ニュートン』                            | ノミネート | [ 39 ] [ 40 ] |
| 2019年                             | 助演男優賞                     | 『ストゥリー 女に呪われた町』             | ノミネート | [ 41 ] [ 42 ] |
| 2022年                             | 助演男優賞                     | 『83』                                    | ノミネート | [ 43 ] [ 25 ] |
| 2022年                             | 助演男優賞                     | 『LUDO 〜4つの物語〜』                    | 受賞       | [ 43 ] [ 25 ] |
| スター・スクリーン・アワード       |                                |                                           |            |               |
| 2017年                             | 助演男優賞                     | 『ニュートン』                            | ノミネート | [ 44 ]        |
| 2018年                             | 助演男優賞                     | 『ストゥリー 女に呪われた町』             | 受賞       | [ 45 ]        |
| ジー・シネ・アワード               |                                |                                           |            |               |
| 2013年                             | 悪役賞                         | 『血の抗争』                              | ノミネート | [ 46 ]        |
| 2019年                             | 助演男優賞                     | 『ストゥリー 女に呪われた町』             | ノミネート | [ 47 ]        |
| インド・テレビジョン・アカデミー賞 |                                |                                           |            |               |
| 2021年                             | ウェブシリーズ主演男優賞       | 『Mirzapur』                              | 受賞       |               |
| アイリール・アワード               |                                |                                           |            |               |
| 2019年                             | ドラマシリーズ主演男優賞       | 『Mirzapur』                              | 受賞       | [ 48 ]        |
| フィルムフェアOTT賞                |                                |                                           |            |               |
| 2020年                             | ドラマシリーズ助演男優賞       | 『聖なるゲーム』                          | ノミネート | [ 49 ]        |
| 2021年                             | ドラマシリーズ助演男優賞       | 『Mirzapur』                              | ノミネート | [ 50 ]        |
| 2021年                             | ドラマシリーズ主演男優賞       | 『Criminal Justice: Behind Closed Doors』 | ノミネート | [ 50 ]        |
| 2021年                             | ウェブオリジナル映画主演男優賞 | 『Kaagaz』                                | ノミネート | [ 50 ]        |